# Paraturbanella armoricana
Paraturbanella armoricana är en djurart som tillhör fylumet bukhårsdjur, och som först beskrevs av Bertil Swedmark 1954.  Paraturbanella armoricana ingår i släktet Paraturbanella och familjen Turbanellidae. Inga underarter finns listade i Catalogue of Life.